# Приймально-відправний майданчик

Приймально-відправний майданчик – у гірництві - комплекс гірничих виробок, призначених для обслуговування транспортних робіт з прийому вугілля, породи або гірничої маси з видобувних дільниць.

## Загальний опис
Перевантаження вугілля, породи або гірничої маси з видобувних дільниць на транспортні засоби виробок, які перетинаються; прийому і видачі людей та матеріалів, а також розмежування струменів свіжого і відпрацьованого повітря тощо. П.-в. м. на сучасних шахтах – це складні технічні споруди, об’єми виробок яких сягають декількох тисяч кубічних метрів. Конструкції їх визначаються в основному кількістю виробок, що перетинаються, місцем їх розташування відносно пласта і видом транспорту по них. 
До П.-в. м. висуваються вимоги: 
– забезпечення необхідної пропускної спроможності транспорту з метою створення умов для безперебійної роботи очисних вибоїв, що обслуговуються П.-в. м.;
– виключення прямого перетинання горизонтальних виробок з похилими при застосуванні рейкового транспорту;
– надійне відокремлення свіжого і вихідного вентиляційних струменів;
– мінімальний об’єм виробок і мінімальні витрати на їх спорудження.

## Різновиди

За функціональним призначенням розрізняють такі типи П.-в. м.:
– біля бремсберґів – верхній, проміжний і нижній;
– біля похилів – верхній і нижній.
Верхній П.-в. м. бремсберґа призначається для транспортного обслуговування самого верхнього вентиляційного штреку (ярусного або поверхового), а саме: прийому вугілля і породи від проведення цього штреку і передачі їх на транспортні засоби бремсберґа, прийому і видачі людей, матеріалів, устаткування.
Проміжний П.-в. м. бремсберґа служить для прийому вугілля і породи з добувних дільниць і виконання всіх операцій до-поміжного транспорту. Можливі схеми конструкцій П.-в. м. бремсберґа наведені на рис. 1.
Нижній П.-в. м. бремсберґа – для прийому і передачі вугілля та породи, що надходять з усіх поверхів бремсберґового поля або з усіх ярусів панелі, на транспортні засоби головних виробок горизонту, з якими перетинається бремсберґ, а також виконання всіх опера-цій допоміжного транспорту.
Верхній П.-в. м. похилу призначається для виконання тих же функцій, що і нижній П.-в. м. бремсберґа, тільки при обслуговуванні поверхів похилового поля або ярусів похилової панелі.
Нижній П.-в. м. похилу споруджується на кожному поверсі або ярусі для виконання всіх функцій транспорту – прийому вугілля і породи, їх перевантаження на транспортні засоби похилу, доставки матеріалів і устаткування, прийому і видачі людей. Крім того, в межах майданчика містяться виробки дільничного водовідливу.
Щоб виключити пряме перехрещення горизонтальних виробок з похилими, що проводяться по пласту, споруджують об-хідні виробки (рис. 2), які можуть розташовуватися на одному рівні з поверховими або ярусними штреками, обходячи похи-лі виробки в горизонтальній площині у висячому (а) чи у лежачому (б) боці пласта, або ж у вертикальній площині з відпові-дним підйомом (в).
Якщо вугілля по штреках транспортується стрічковими конвеєрами, то застосовується схема (в), оскільки конвеєри не допускають вигину в горизонтальній площині. При цьому допоміжний транспорт по штреках може бути монорейковий або наґрунтовий, а при електровозному – треба споруджувати обхідні виробки за схемами (а) або (б).
Обхідні виробки (схеми а і б) застосовуються при кутах падіння пласта не менше за 8–10°, бо при менших значеннях кутів значно збільшується їх довжина. У таких випадках похилі виробки на сполученні необхідно розміщувати під пластом (варіант г), над пластом (д) або ж проводити їх польовими (е), виключаючи необхідність проведення обхідної виробки.